# Paco Carmona

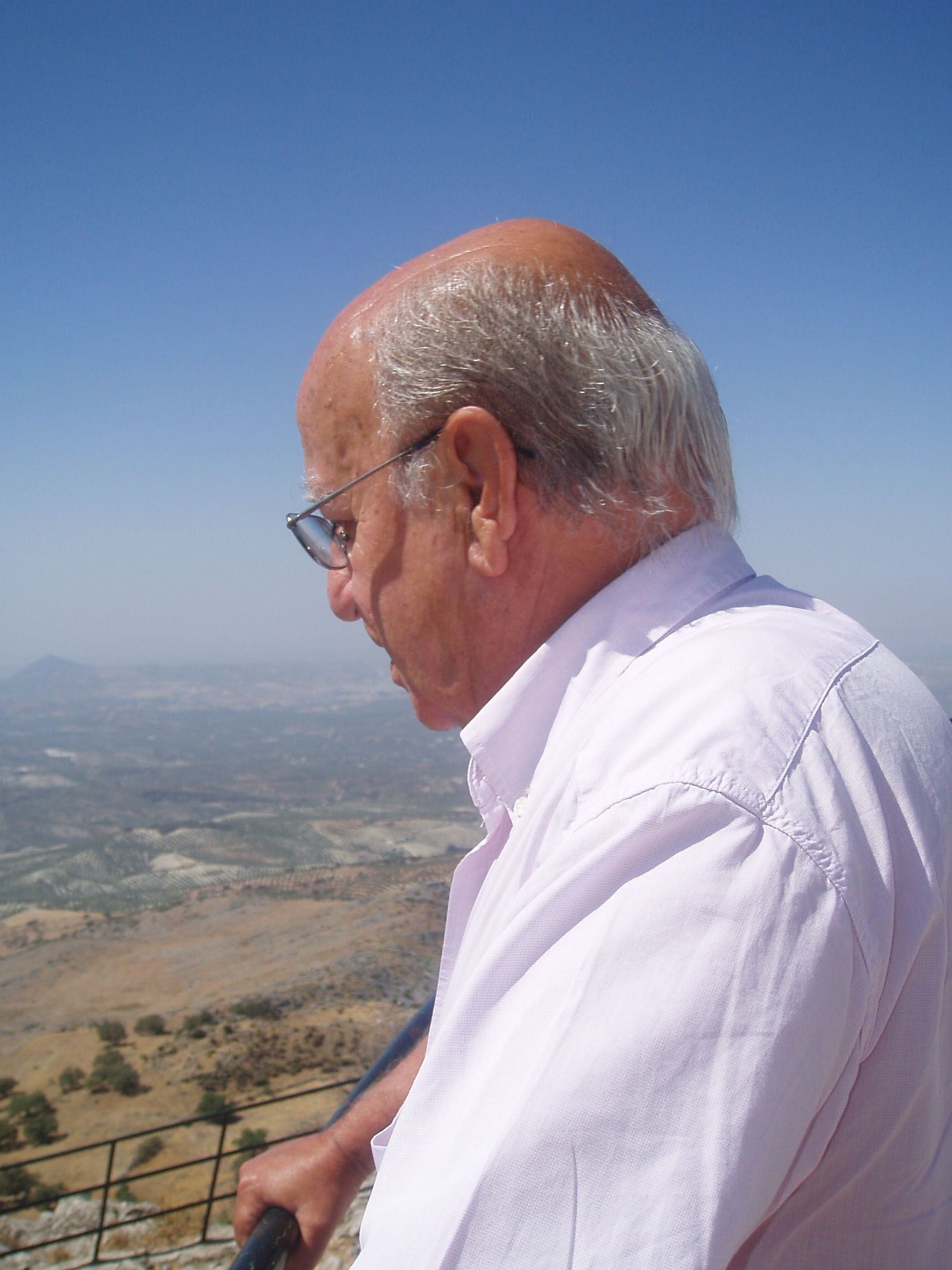

Paco Carmona (Francisco Carmona Roldán, 6 de marzo de 1935, Cabra - 30 de julio de 2011, Puerto de Santa María) fue conocido por su intensa labor radiofónica así como sus creaciones en prosa y poesía. Son especialmente recordados sus pregones y multitud de intervenciones en otros actos públicos e institucionales. También destacó en la música, sobre todo en su juventud. 

## Reseña biográfica

### Primeros años
Nació el 6 de marzo de 1935 en la localidad de Cabra (Córdoba) en el seno de una familia humilde. Su padre era barbero y su madre hortelana. Sus primeros pasos en la enseñanza los dio en las Escuelas del Ave María. A pesar de sus orígenes humildes, sus aptitudes e inteligencia desde muy niño se hicieron notar y fue siempre conocido y destacado, logrando estudiar bachillerato y acabar los estudios de solfeo y violín gracias al apoyo de algunas personas que supieron ver en él a alguien que daría los pasos oportunos y necesarios para tener un futuro impensable para los niños de su clase en aquellos días de la posguerra.  Su padre, Manuel Carmona Álvarez, procedía de Dos Hermanas (Sevilla) y era barbero. Su madre, Margarita Roldán Jurado, pertenecía a una familia de hortelanos. Paco empezó a trabajar como porteador y recadero en el Ayuntamiento de Cabra a la edad de 9 años.

### La Música y la Radio
La música siempre fue importante en su vida y consiguió tocar varios instrumentos, siendo especialmente bueno con el violín y la guitarra. Formó algunos grupos musicales como "Simblia", que llegó a ser toda una atracción en las ferias de la comarca. Pero para Paco eso no era simplemente una afición ya que gracias a lo que ganaba en las actuaciones podía ayudar en casa y, de hecho, fue así, con una de esas actuaciones, que la familia pudo costear en 1952 el entierro del padre, Manuel.
A la radio llegó por casualidad. A finales de los 50, el alcalde de Cabra, José María Muñiz Gil, le pidió que pusiera la voz ("ya que como cantante estaba acostumbrado a los micrófonos")a través de una emisora casera que habían fabricado para los mensajes a los trabajadores del campo. La emisora en cuestión la hizo el después técnico de radio Manuel Castro Rosa con el esqueleto de un paraguas y una caja de carne de membrillo. Al ser Cabra el centro geográfico de Andalucía y contar con su sierra de más de mil metros de altitud, el lugar era idóneo para una emisora de radio. Paco fue uno de los primeros componentes de la futura Radio Atalaya que perteneció a las entonces llamadas emisoras sindicales. En Cabra son especialmente recordados sus pregones de Semana Santa y Feria y el Ayuntamiento le ha dedicado una plaza junto a su barrio, El Aradillo.
En 1981 la radio lo llevó a Granada para dirigir Radio Cadena Española en esa ciudad hasta que en 1984 fue trasladado a Sevilla para hacerse cargo de la dirección de programas de la misma cadena que, pocos años después, fue absorbida por RNE. Formó parte del primer expediente de regulación de empleo de la cadena pública en 1992 y a la edad de 57 años tuvo que dejar de lado lo que había sido una de sus grandes pasiones: la radio. Siguió haciendo colaboraciones para prensa escrita y televisión -fue muy admirado su papel como el entrañable Fray Anselmo en un concurso de Canal Sur TV- pero nunca volvió a las ondas.

## Vida personal
Paco tuvo tres hermanos: Carmen, Antonio y Manuel, y también Juan Aranda Roldán, hijo de un primer matrimonio de su madre.
En 1961 se casó con Josefina González Valdivia con la que tuvo cuatro hijos: María José, Francisco Manuel, María Belén y Rodrigo. 
El 30 de julio de 2011, el mismo día en que volvería a Sevilla tras unas semanas de vacaciones, Paco falleció de manera repentina a primera hora de la mañana de aquel sábado en Valdelagrana, en El Puerto de Santa María (Cádiz). Sus restos fueron trasladados a su pueblo, Cabra, donde fueron incinerados.   
- Datos: Q24266837